# 泰博鎮區 (密蘇里州亨利縣)
泰博鎮區（英語：Tebo Township）是位於美國密蘇里州亨利縣的一個行政鎮區。

## 地方資料
泰博鎮區的面積為124.91平方千米，當中陸地面積為121.69平方千米，而水域面積為3.22平方千米。根據2020年美國人口普查的數據，當地共有人口848人，而人口密度為每平方千米6.79人。